# Google Web Server
Google Web Server (GWS) és el servidor web que Google usa en les seues infraestructures i servidors. Google intencionadament dona una imatge vaga sobre GWS, simplement s'ha limitat a dir que és un servidor personalitzat de desenvolupament propi que s'executa en sistemes UNIX com GNU/Linux.
A més hi ha especulacions sobre que GWS és una versió modificada i adaptada del servidor HTTP Apache que Google utilitza per a la seua pròpia explotació.